# Acridocarpus
Acridocarpus es un género de plantas con flores con 57 especies perteneciente a la familia Malpighiaceae. Es originario de África tropical.

## Taxonomía
El género fue descrito por Jean Baptiste Antoine Guillemin & Georges Guerrard Samuel Perrottet y publicado en  Florae Senegambiae Tentamen  1: 123 en el año 1831. La especie tipo es Acridocarpus plagiopterus Guill. & Perr.

## Especies
- Acridocarpus adenophorus
- Acridocarpus alexandrinae
- Acridocarpus alopecurus
- Acridocarpus alternifolius
- Acridocarpus angolensis
- Acridocarpus argyrophyllus
- Acridocarpus austro-caledonicus
- Acridocarpus ballyi
- Acridocarpus brevipetiolatus
- Acridocarpus camerunensis
- Acridocarpus socotranus